# Avakpa
Avakpa ist ein Arrondissement im Departement Atlantique in Benin. Es ist eine Verwaltungseinheit, die der Gerichtsbarkeit der Kommune Allada untersteht. Gemäß der Volkszählung von 2013 hatte Avakpa 4852 Einwohner, davon waren 2369 männlich und 2483 weiblich.